# George Douglas Brown
George Douglas Brown, noto anche sotto gli pseudonimi di George Douglas e Kennedy King (Ochiltree; Ayrshire Orientale, 26 gennaio 1869 – Londra, 28 agosto 1902), è stato un romanziere e giornalista scozzese, critico letterario e insegnante, rinomato per il suo romanzo realistico The House with the Green Shutters (1901), pubblicato l'anno prima della sua morte all'età di 33 anni.

## Biografia e opere
Brown era il figlio illegittimo di un contadino e di una donna di origini irlandesi. Frequentò le scuole di Ochiltree, Coylton, e Ayr. La sua capacità accademica gli permise di studiare Lettere Classiche all'Università di Glasgow e a Balliol College. Tuttavia i suoi studi furono interrotti dalla malattia di sua madre. Tornò ad Ayrshire per curarsi di lei, ma lei morì, e nel 1895 passò i suoi esami con voti minimi. Si recò a Londra e lavorò com giornalista, contribuendo con articoli e racconti a "Blackwood's Magazine". Era inoltre editore part-time per delle case editrici. Fu anche scrittore per Sandow's Magazine of Physical Culture.. Nel 1889 pubblicò Love and a Sword sotto lo pseudonimo Kennedy King, lo stesso pseudonimo che utilizzava per i suoi articoli. L'anno successivo iniziò a lavorare a Haslemere su The House with the Green Shutters, che fu pubblicato nel 1901 sotto lo pseudonimo George Douglas. Il libro fu un successo. Pianificò un secondo romanzo che avrebbe dovuto chiamarsi The Incompatibles, ma poco dopo si ammalò di polmonite e morì nella casa dell'amico ed editore Andrew Melrose
Il romanzo delinea con forza l'immagine degli aspetti più duri della vita e del carattere scozzese. Fu ritenuta un'utile rettifica alle presentazioni rosee della kailyard school di J. M. Barrie and Ian Maclaren. Ristampato frequentemente attraverso il XX secolo, è stato recentemente ristampato da Birlinn di Edimburgo. Un evento annuale per la memoria di Brown, The Green Shutters Festival of Working Class Writing (Il festival Green Shutters della scrittura della classe operaia) si tiene ad Ochiltree, la città ritenuta il modello del villaggio Barbie.
Nel dicembre 2004, la casa in cui egli nacque fu incendiata.
Nell'agosto 2007, è stata riaperta come "The Green Shutters Pub". Una placca memoriale è posta sul muro esterno.